# Монбельяр (графство)
Монбельяр (фр. Montbéliard, нем. Mömpelgard) — франкоязычное графство (с 1495 года — княжество), существовавшее в составе Священной Римской империи на территории Франш-Конте с 1042 по 1793 годы. Столица — город Монбельяр. С XV века правитель графства принадлежал к Вюртембергскому дому и носил титул герцога.

## Образование графства
Первым графом Монбельяра стал Людовик де Муссон, который по праву жены также являлся графом Бара в Лотарингии. Вопреки возражениям графа Рено Бургундского, барон Людовик де Муссон получил этот феод в наследственное владение от императора Генриха III в 1042 году. И герб Муссона — «две золотые противообращённые рыбы (усачи)» — станет первым гербом графов Монбельяр. В 1044 году он смог защитить замок Монбельяр от атак Рено Бургундского.
Монбельярский дом управлял графством вплоть до 1162 года, его мужское потомство угасло на внуке Людовика де Муссона Тьерри II.
В результате брака дочери Тьери II Софии де Монбельяр и Ричарда де Монфокон альпийское графство перешло во владение старшей ветви дома Монфокон, вплоть до 1282 года. Его представители снискали себе славу во время крестовых походов. К их числу принадлежал Готье де Монбельяр — регент Кипрского королевства в 1205—1212 годах и коннетабль Иерусалимского королевства в 1210—1212 годах.
В 1282 году во владение графством Монбельяр вступил Шалонский дом вследствие брака Рено Бургундского и Гильометты Нёфшательской (правнучки Тьерри III Монфокона). Их сын Отенин страдал слабоумием и не мог править, поэтому графство досталось его сестре Агнес, супруге Генриха де Монфокон, представителя младшей ветви дома Монфокон. Представители этой ветви правили графством с 1332 по 1397 год.

## Переход владения герцогам Вюртемберга

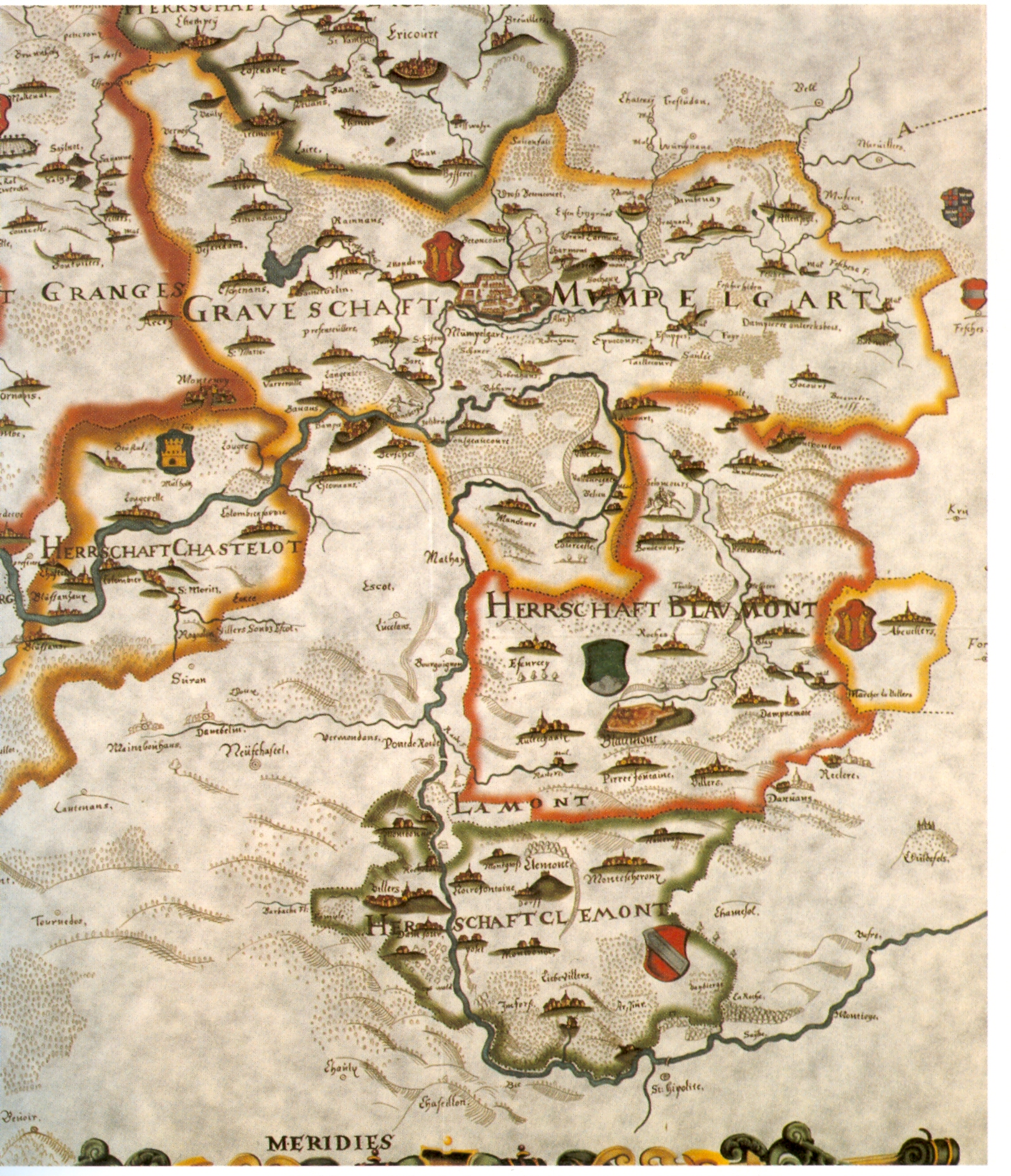
Карта княжества Монбельяр и других владений Вюртембергов (1616)

В 1396 году Генрих II де Монфокон погибает в битве при Никополе. Он оставил после себя четверых юных дочерей. Чтобы обеспечить преемственность графства его отец Этьен I устроил в 1397 году помолвку своей внучки и старшей дочери Генриха, десятилетней Генриетты с девятилетним Эберхардом, наследником графства Вюртемберга. В 1407 году состоялась свадьба и графство Монбельяр, как и несколько других бургундских сеньорий, вошло в состав владений Вюртембергского дома и становится частью Священной Римской империи. С этого времени на гербе графов Монбельяр к рыбам Муссонов добавились «три чёрных оленьих рога в золотом поле», символ дома Вюртембергов. До 1723 года им правила младшая ветвь этого рода.
В 1495 году император Максимилиан I возвёл графа Эберхарда V Бородатого в герцогское достоинство, а также передал ему пресекшийся титул и герб герцогов Текских. С этого времени на гербе появляются «поле золотых ромбов на черни» дома Теков, а также «увенчанное орлом знамя Империи».
Жители и правитель княжества под влиянием Гийома Фареля приняли лютеранство на 10 лет раньше остального Вюртемберга, что отдалило их от католиков Габсбургов, владевших соседним Франш-Конте. Религиозные противоречия препятствовали также их сближению с королями Франции.
Карта княжества Монбельяр, составленная в 1616 году архитектором Генрихом Шикхардтом по заказу князя Фридриха I, представляет владения вюртембергских герцогов на левом берегу Рейна в их максимальном состоянии. Показаны границы княжества Монбельяр и четырёх княжеских сеньорий — Бламон, Шатело, Клемон, Эрикур. Также на карте представлены границы эльзасских и контийских владений Вюртембергов. Оригинал этой карты был утрачен в 1944 году во время пожара в библиотеке Штутгарта. В 1997 году это изображение было восстановлено по рисункам благодаря инициативе общества «Société d'Émulation de Montbéliard». 

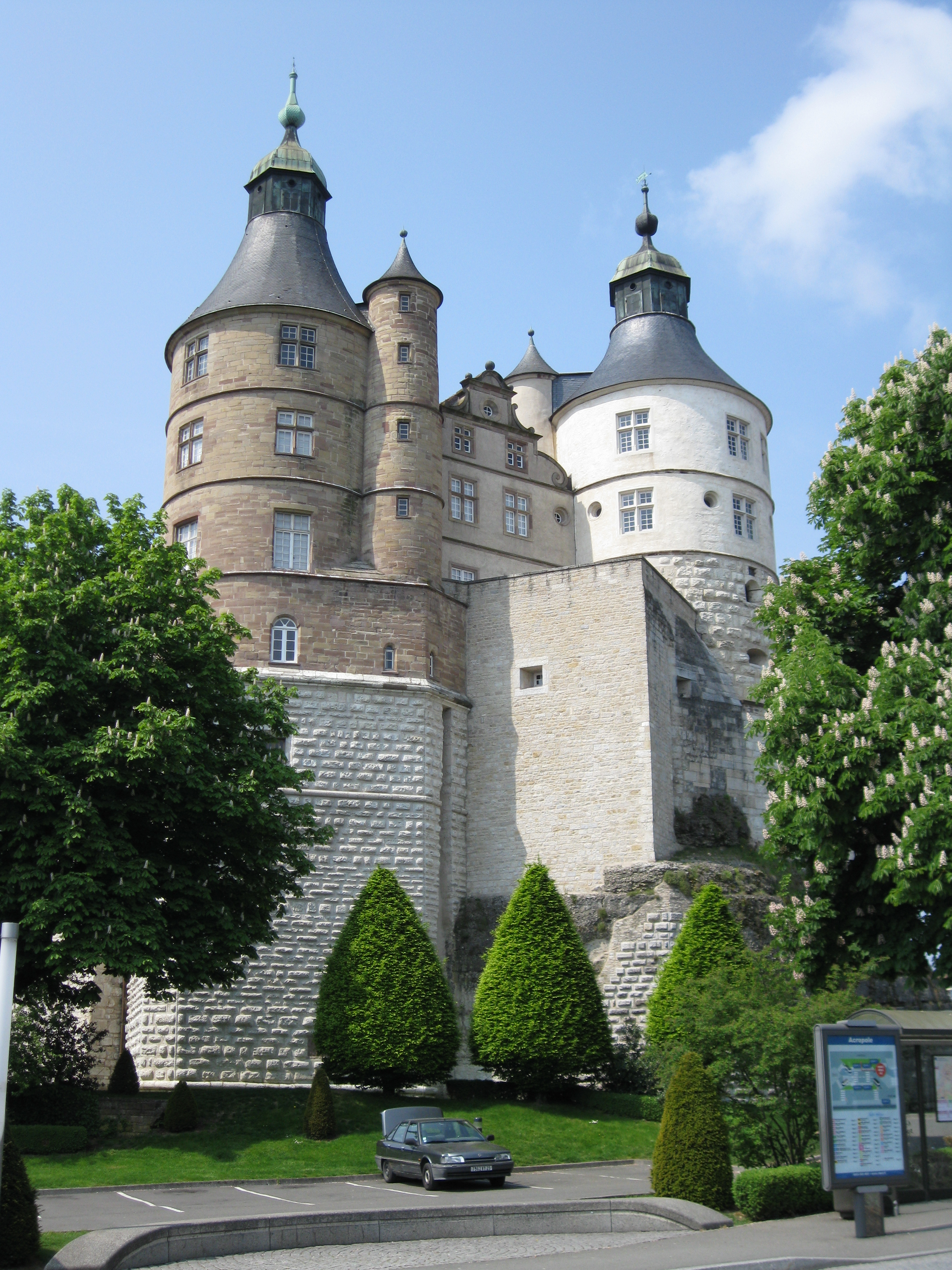
Замок Монбельяр — резиденция правителей княжества

Матерью последнего независимого правителя герцогства Монбельяр была Анна де Колиньи из знаменитого гугенотского рода Франции. После его смерти герцогство унаследовал глава Вюртембергского дома. Второй Аахенский мир 1748 года сопровождался подписанием в Версале конвенции, которая долженствовала уладить отношения между герцогом Вюртемберга и королём Франции. В обмен на сохранение контроля над Монбельяром герцог Вюртемберга уступал Людовику XV прочие франкоязычные владения.

## Аннексия княжества Францией
В 1789 году территорию княжества оккупировали войска революционной Франции, а четыре года спустя земли Монбельяра официально присоединили к Франции и включили в состав департамента Верхняя Сона. Утрата франкоязычных владений заставила герцога Вюртемберга, в течение своей жизни редко выезжавшего из Монбельяра, искать защиты у своего зятя, который через несколько лет взойдёт на русский престол под именем Павла I и пошлёт на борьбу с французами в Альпы фельдмаршала Суворова.
В 1816 году, после территориальных утрат Франции 1815 года, земли Монбельяра будут включены в состав департамента Ду, где они и находятся в настоящее время.